# Marc Bonnefous
Marc Bonnefous (* 5. Januar 1924 in Bordeaux; † 5. November 2002) war ein französischer Diplomat, zuletzt im Rang eines Botschafters.

## Leben
Marc Bonnefous war der Sohn von Renée Teillac und Henri Bonnefous und heiratete 1946 Monique Lesbegueris. Er besuchte das Lycee de Bordeaux, studierte Rechtswissenschaft an der Faculté de Droit in Bordeaux und an der ENA.
Vom 3. Juni 1970 bis 18. November 1972 war er Botschafter in Brazzaville. Von 1973 bis 1977 war er Inspecteur des postes diplomatiques et consulaires. Vom 28. Dezember 1977 bis 1. September 1982 war er Botschafter in Tel Aviv. Vom 27. Juli 1987 bis 17. Januar 1989 war er Vertreter der französischen Regierung bei der OECD.